# 세토우치정
세토우치정(일본어: 瀬戸内町)은 일본 가고시마현 아마미 군도에 있는 오시마군의 정이다.

## 지리
아마미오섬의 최남서단 지역과 가케로마섬·요로섬·우케시마섬 등의 유인도를 관할한다. 가장 인구가 밀집한 중심부를 고니야라고 한다.

### 인접한 자치체
- 아마미시
- 오시마군 우켄촌

## 역사
- 1908년 4월 1일 - 도서정촌제 시행으로 현재의 정역에 해당하는 오시마군 야키우치촌·히가시카타촌·진제이촌이 성립하였다.
- 1916년 5월 20일 - 야키우치촌에서 니시카타촌이 분리되고, 진제이촌에서 사네히사촌이 분리되었다.
- 1936년 4월 1일 - 히가시카타촌이 정으로 승격·개칭해 고니야정이 되었다.
- 1946년 1월 28일 - 미국(류큐 열도 미국 민정부)의 통치하에 놓이게 되었다.
- 1953년 12월 25일 - 아마미오섬이 일본으로 반환되어 다시 일본에 속하게 되었다.
- 1956년 9월 1일 - 니시카타촌·고니야정·사네히사촌·진제이촌이 대등 합병해 세토우치정이 성립하였다.

## 교통

### 항로
- 아마미 해운

### 도로
- 국도 58호선